# Sigmodon alstoni
Sigmodon alstoni é uma espécie de roedor da família Cricetidae. Pode ser encontrada no Brasil, Colômbia, Venezuela, Guiana e Suriname.